# Guslarferner
Guslarferner är en glaciär i Österrike. Den ligger i förbundslandet Tyrolen, i den västra delen av landet. Guslarferner ligger 2 720 till 3 480 meter över havet.
Den högsta punkten i närheten är Fluchtkogel, 3 500 meter över havet, väster om Guslarferner.
Trakten runt Guslarferner består i huvudsak av alpin tundra.